# کارخانه‌های مرگ
کارخانه های مرگ: جنگ بیولوژیک ژاپن، ۱۹۳۲ تا ۱۹۴۵ و لاپوشانی آمریکا (انگلیسی: Factories of Death: Japanese Biological Warfare, 1932 – 1945, and the American Cover-Up) کتابی است نوشتهٔ شلدون اچ. هریس، مورخ و استاد بازنشستهٔ تاریخ، که در سال ۱۹۹۴ به چاپ رسید. 

## معرفی
کارخانه‌های مرگ شرح دقیقی است از فعالیت‌های دانشمندان ارتش ژاپن که آزمایش‌های هولناک بسیاری را روی انسان‌های زنده انجام دادند. این کتاب به ما می‌گوید که چه کسانی در رده‌های عالی فرماندهی ارتش ژاپن و نهادهای سیاسی این کشور در جریان این آزمایش‌ها قرار داشتند. همچنین این سؤال را مطرح می‌کند که آیا اسرای متفقین نیز در میان افراد مورد آزمایش ژاپنی‌ها بودند یا خیر؟ این کتاب در بخش دوم خود به بررسی معامله پشت پرده مقام‌های آمریکایی با دانشمندان ژاپنی در دوران بعد از جنگ می‌پردازد. با خواندن این کتاب دریچه تازه ای از آنچه طی جنگ جهانی دوم توسط ژاپنی‌ها در چین اشغالی به خصوص منطقه منچوری رخ داده‌است به روی خواننده گشوده می‌شود و نویسنده در قالب این کتاب پرده از اسرار سربه‌مهر بسیاری برمی‌دارد.